# Laverne Cox
Laverne Cox (* 29. května 1972 Mobile, Alabama, USA) je americká herečka a zastánkyně LGBT komunity, která se proslavila rolí Sophie Burset v seriálu Holky za mřížemi od Netflixu a stala se první transgender osobou nominovanou na cenu Primetime Emmy v herecké kategorii a první takovou osobou nominovanou na cenu Emmy od roku 1990, kdy byla nominována skladatelka Angela Morley.

## Kariéra
V roce 2015 získala Cox jako výkonná producentka seriálu Laverne Cox Presents: The T World cenu Daytime Emmy v kategorii Outstanding Special Class Special. V roce 2017 se stala první transgenderovou osobou, která si zahrála stálou transgenderovou seriálovou postavu v americkém televizním vysílání, a to v roli Cameron Wirth v seriálu Doubt stanice CBS.
Cox se objevila také jako soutěžící v první sezóně reality show I Want to Work for Diddy stanice VH1 a spoluprodukovala a moderovala televizní seriál TRANSform Me na stejné stanici. V dubnu 2014 byla Cox jako obhájkyně transgenderové komunity oceněna organizací GLAAD cenou Stephena F. Kolzaka. V červnu 2014 se Cox stala první transgender osobou, která se objevila na obálce časopisu Time. Cox je také první transgender osobou, která se objevila na obálce časopisu Cosmopolitan – v únoru 2018 se objevila na obálce jeho jihoafrického vydání. Je také první otevřeně transgenderovou osobou, která má svou voskovou figurínu v muzeu Madame Tussauds.

## Filmografie

### Film
| Rok  | Název                             | Role             | Poznámky |
| ---- | --------------------------------- | ---------------- | --- |
| 2000 | Betty Anderson                    | Deirdre          | krátký film |
| 2004 | The Kings of Brooklyn             | Girl             | |
| 2008 | All Night                         | Layla            | krátký film |
| 2009 | Uncle Stephanie                   | Stephanie        | |
| 2010 | Bronx Paradise                    | prostitutka      | |
| 2011 | Carla                             | Cinnamon         | |
| 2011 | Musical Chairs                    | Chantelle        | |
| 2012 | Migraine                          | Lola             | krátký film |
| 2012 | The Exhibitionists                | Blithe Stargazer | |
| 2013 | 36 Saints                         | Genesuis         | |
| 2014 | Grand Street                      | Chardonnay       | |
| 2014 | Laverne Cox Presents: The T Word  | sama sebe        | Daytime Emmy Awards for Outstanding Special Class Special (2015) nominace – GLAAD Media Award for Outstanding Documentary (2015) |
| 2015 | Grandma                           | Deathy           | |
| 2017 | Obludárium                        | Felicia          | |
| 2019 | Can You Keep a Secret?            | Cybill           | |
| 2019 | Charlieho andílci                 | Bomb Instructor  | cameo |
| 2020 | Bad Hair                          | Virgie           | |
| 2020 | Nadějná mladá žena                | Gail             | |
| 2020 | Disclosure: Trans Lives on Screen | sama sebe        | také výkonná producentka |
| 2021 | Jolt                              | detektiv Nevin   | |

### Televize
| Rok       | Název                                                       | Role                   | Poznámky |
| --------- | ----------------------------------------------------------- | ---------------------- | --- |
| 2008      | Zákon a pořádek: Útvar pro zvláštní oběti                   | Candace                | epizoda „Closet“ |
| 2008      | I Want to Work for Diddy                                    | sama sebe              | 6 epizod |
| 2008      | Zákon a pořádek                                             | Minnie                 | epizoda „Sweetie“ |
| 2009      | Bored to Death                                              | Transsexual prostitute | epizoda „Stockholm Syndrome“ |
| 2010      | TRANSform Me                                                | sama sebe              | také producentka 8 epizod |
| 2013–2019 | Holky za mřížemi                                            | Sophia Burset          | opakující se role; 40 epizod Screen Actors Guild Award for Outstanding Performance by an Ensemble in a Comedy Series (2015–2016) nominace—Critics' Choice Television Award for Best Supporting Actress in a Comedy Series (2014) nominace—NAACP Image Award for Outstanding Supporting Actress in a Comedy Series (2015–2017) nominace—Primetime Emmy Award for Outstanding Guest Actress in a Comedy Series (2014) nominace—Primetime Emmy Award for Outstanding Guest Actress in a Drama Series (2017, 2019–2020) |
| 2014      | Předstírání                                                 | Margot                 | epizoda „Lying Kings and Drama Queens“ |
| 2014      | Girlfriends' Guide to Divorce                               | Adele Northrop         | epizoda „Rule No. 426: Fantasyland: A Great Place to Visit“ |
| 2015–2017 | The Mindy Project                                           | Sheena                 | 3 epizody |
| 2016      | The Rocky Horror Picture Show: Let's Do the Time Warp Again | Dr. Frank-N-Furter     | televizní film |
| 2016–2019 | Lip Sync Battle                                             | sama sebe              | 2 epizody |
| 2017      | America's Got Talent                                        | Herself; Guest Judge   | 1 epizoda; S12E10 |
| 2017      | Doubt                                                       | Cameron Wirth          | 13 epizod |
| 2019      | Weird City                                                  | Liquia                 | epizoda „Smart House“ |
| 2019      | Tuca & Bertie                                               | Ebony Black (hlas)     | epizoda „The Sex Bugs“ |
| 2019      | Dear White People                                           | Cynthia Fray           | epizoda „Chapter VII“ |
| 2019      | A Black Lady Sketch Show                                    | Kiana                  | epizoda „Angela Bassett Is the Baddest Bitch" |
| 2020      | Awkwafina Is Nora from Queens                               | God (voice)            | epizoda „Pilot“ |
| 2020      | Curb Your Enthusiasm                                        | sama sebe              | epizoda „Artificial Fruit“ |
| 2020      | One World: Together at Home                                 | Herself                | televizní speciál |
| 2021      | Černá listina                                               | Dr. Laken Perillos     | epizoda „Dr. Laken Perillos“ |
| 2022      | Celebrity Wheel of Fortune                                  | sama sebe              | sezóna 2, epizoda 13 |
| 2022      | Inventing Anna                                              | Kacy Duke              | |